# Пантомограф
Пантомограф (пантомографический аппарат) — рентгенодиагностический аппарат, предназначенный для получения панорамного изображения слоя, включающего, например всю зубочелюстную систему. Используется для реализации метода панорамной томографии при медицинских диагностических исследованиях.
Впервые был предложен в 1952 году финном Y.V. Paatero. В пантомографе система «излучатель — приёмник» вращается вокруг пациента с целью выделить слой, охватывающий лицевой череп пациента. Это позволяет получить снимок с изображением всех зубов пациента. При этом используются различные способы позиционирования пациента. Иногда пациенту предлагают прикусить специальный фиксатор. Однако чаще позиционирование выполняют по трём точкам — лоб, подбородок и виски.
В настоящее время пантомографы выпускаются большинством крупных рентгенотехнических компаний мира. В России наиболее распространены пантомографы следующих моделей — Avantex (Чехия), Villa (Италия), а также финские аппараты компаний Planmeca и Instrumentarium.
В то же время, с помощью дентальных рентгеновских компьютерных томографов можно получить трёхмерное изображение челюсти, позволяющее провести достоверную диагностику. Однако именно качественная панорамная диагностика является в настоящее время первичным методом исследования, позволяющим комплексно оценить состояние зубочелюстной системы в целом и назначить, при необходимости, дополнительные исследования для получения истинной клинической картины.